# لورينزو بريساس وبويغ
لورينزو بريساس وبويغ (بالإسبانية: Lorenzo Presas)‏ (و. 1811 – 1875 م) هو رياضياتي، وصيدلي، ومخترع، وعالم فلك ولد في سان باوديليو دي يوبريغات .
توفي في برشلونة، عن عمر يناهز 64 عاماً.